# غانغنام 1970 (فيلم)
غانغنام 1970 (بالكورية: 강남 1970) فيلم أكشن ودراما كوري جنوبي، أنتج في العام 2014، من بطولة
لي مين هو، كيم سول هيون، وكيم راي وون.

## القصة
تدور أحداث الفيلم حول «جونغ داي» (لي مين هو) و«يونغ كي» (كيم راي وون) اللذان ترعرعا في ملجأ للأيتام كإخوة حقيقيين. بعد أن غادرا الملجأ عاشا بجمع الأوراق وبيع القارورات الفارغة. بعد ذلك جونغ داي تورط في صراع المصالح في تنمية أرقى منطقة في كورية حاليا، وهي كانغنام في سيول. في خضم ذلك كان يعيش مع «كيل سوو» و«سون هي» اللذان قبِلاَ بجونغ جاي كفرد من العائلة. بينما إنظم لعصابة التي ستكون منافسة للعصابة التي كان يتزعمها «كيل سوو».
الفيلم يركز على فترة السبعينيات في فترة الاهتزازات والتطوارت التي تعرضت لها العقارات في «كانغنام» وعن المال والتعاملات القذرة والصراع على السلطة السياسية والثروة أيضا.

## الممثلون
- لي مين هو : في دور كيم جونغ داي
- كسم راي وون : في دور بايك يونغ كي
- كيم جي سو : في دور مين سونغ هي
- جونغ جين يونغ : في دور كانغ غيل سو
- سول هيون : في دور كانغ سون هي
- لي يون دو : في دور جو سو جو

## روابط خارجية
- غانغنام 1970 على موقع IMDb (الإنجليزية)
- غانغنام 1970 على موقع روتن توميتوز (الإنجليزية)
- غانغنام 1970 على موقع نتفليكس (الإنجليزية)
- غانغنام 1970 على موقع ألو سيني (الفرنسية)
- غانغنام 1970 على موقع بوكس أوفيس موجو (الإنجليزية)
- غانغنام 1970 على موقع فيلمافينيتي (الإسبانية)
- غانغنام 1970 على موقع قاعدة بيانات الفيلم (الإنجليزية)
- غانغنام 1970 على موقع ليتربوكسد (الإنجليزية)
- غانغنام 1970 على موقع كينوبويسك (الروسية)